# Michael Wiedenkeller
Michael Wiedenkeller, född 10 januari 1963, är en svensk och luxemburgsk internationell mästare i schack. Han erhöll titeln 1984.
Wiedenkeller spelar för klubben SK Rockaden i Stockholm, som han vunnit lag-SM-guld med 1980, 1982, 1984, 1985, 1986, 1992, 1993, 1994, 2004, 2005, 2014, 2021, 2023, 2024 och 2025.
År 1977 blev han svensk juniormästare i schack och 1990 svensk mästare. Samma år fick han en Schackgideon. Han vann Rilton Cup 1985/86 i Stockholm.
Wiedenkeller bytte från Sveriges Schackförbund till Luxemburgs schackförbund 2010. Innan han bytte hade han redan vunnit Luxemburgmästerskapet 2009 och 2010, samt därefter även 2012 och 2013.